# New Bavaria
New Bavaria è un comune degli Stati Uniti d'America della contea di Henry nello Stato dell'Ohio. La popolazione era di 99 persone al censimento del 2010.

## Geografia fisica
New Bavaria è situata a 41°12′14″N 84°10′05″W (41.203970, -84.168092).
Secondo lo United States Census Bureau, ha un'area totale di 0,07 miglia quadrate (0,18 km²).

## Storia
New Bavaria fu progettata nel 1882. Il villaggio prende il nome della Baviera, in Germania, la terra natale di una gran parte dei primi abitanti. Un ufficio postale chiamato New Bavaria è in funzione dal 1848.

## Società

### Evoluzione demografica
Secondo il censimento del 2010, c'erano 99 persone.

### Etnie e minoranze straniere
Secondo il censimento del 2010, la composizione etnica della città era formata dal 98,0% di bianchi e il 2,0% di due o più etnie. Ispanici o latinos di qualunque etnia erano il 5,1% della popolazione.